# Kerniomyces costi
Kerniomyces costi är en svampart som beskrevs av Toro 1939. Kerniomyces costi ingår i släktet Kerniomyces och familjen Schizothyriaceae.   Inga underarter finns listade i Catalogue of Life.